# Very Bad Santa
Pour plus de détails, voir Fiche technique et Distribution.
Very Bad Santa (Santa's Slay) est un film de Noël horrifique et comique américano-canadien réalisé par David Steiman, sorti en 2005.
À la suite d'un pari avec un ange, l'Antéchrist doit passer les mille prochaines années dans la peau du Père Noël.

## Synopsis
C’est le soir de Noël. Les Mason, une famille aussi riche qu’antipathique se prépare à dîner ensemble. Soudain, le père Noël fait irruption, brisant la cheminée. Il donne tout d'abord un coup de pied mortel au chien de la famille, puis plante des couteaux dans les mains de Darren Mason sur la table. Beth Mason s'évanouit et, en tombant sur le pic du lit du chien, se fait transpercer la nuque. Le père Noël donne un coup de pied mortel à Jason Mason, l'envoyant valser contre une armoire pleine d'objets en verre, puis fait brûler la coiffure de Virginia Mason avant de la noyer dans un saladier rempli de lait de poule. Le père Noël tue Gwen Mason en lui défonçant le crâne avec un pied de table, tandis que Taylor Mason reçoit dans le dos une étoile décorative de Sapin de Noël lancé comme un shuriken par le père Noël ; pour finir il gave Darren avec une cuisse de dinde, l'étouffant.
Le père Noël débarque ensuite en ville avec son traineau tiré par des rennes de l'enfer, puis il commence à tuer les gens de la ville, tamponnant par exemple le véhicule de madame Talbot avec son traineau, créant un accident de la route mortel. I tue ensuite un voleur en le poignardant dans l'oeil avec un sucre d'orge mâchouillé et aiguisé comme une lame, et en le projetant dans une benne à ordure. Puis il tue un videur du strip-tease "le chercheur d'or" en l'étranglant avec une couronne de Noël, égorge un autre videur, poignarde un barman avec une pioche et électrocute un autre videur en donnant un coup de pied sur un poteau qu'il a enduit de produit nettoyant, l'électrocutant. Il tue ensuite les strip-teaseuses et les employés survivants en incendiant la boîte de strip-tease avec un piège de feu (savon liquide + bougie), tue deux enfants méchants avec des cadeaux piégés et tue l'épicier juif monsieur Green en le poignardant et l'empalant au mur avec un ménorah.
Pendant ce temps, le jeune Nicholas Yuleson est avec son grand-père, Papy Yuleson, inventeur d'un bunker. Le vieil homme pense que Noël est source des pires dangers et semble détester par-dessus cette fête ; il raconte alors l'histoire de l'origine du Père Noël. 1000 ans auparavant, naît l'Antéchrist (né de l'union de Satan et d'une humaine) ; pendant des années, le 25 décembre est le jour où l'Antéchrist peut massacrer des gens comme bon lui semble. Horrifié de voir son ennemi juré tuer d'innocentes personnes, Dieu envoie son meilleur ange défier le Père Noël dans un match de curling : si l'ange gagne, l'antichrist deviendra le Père Noël et devra distribuer des cadeaux et de la joie aux gens pendant 1000 années. L'ange gagne le défi et pendant 1000 ans, le Père Noël devient le bon vieux bonhomme rouge qu'on connaît tous. Malheureusement, les 1000 ans sont passé et en 2005, l'Antéchrist peut à nouveau tuer des gens gentils ou méchants comme bon lui semble.
Nicholas Yuleson arrive dans l'épicerie juive où M. Green a été assassiné. La police l'emmène pour interrogatoire sur ce meurtre, tandis que des passants prétendent qu’il y a un homme déguisé en père Noël sorti de la boutique de la victime de meurtre - la police affirme que c'est parfaitement logique, étant très probable de voir une personne déguisée en Père Noël à cette période. Mary "Mac" Mackenzie la petite-amie de Nicholas arrive pour le retrouver ; tandis qu'elle le réconforte, le père Noël arrive au commissariat et massacre tous les policiers, qui se rendent compte trop tard que les gens qui ont assisté au meurtre de Monsieur Green ont dit la vérité. Le Père Noël prend ensuite en chasse Nicholas et Mary et, alors que les jeunes gens réussissent à lui échapper grâce Papy Yuleson arrivant sauver son petit-fils in-extremis, le Père Noël les suit jusque chez les Yuleson, tuant au passage des choristes de Noël : l'un se fait violemment bousculer et se fait cogner la nuque sur le parvis de la porte, un autre choriste se fait frapper au crâne avec une canne et une troisième choriste se fait défoncer le visage en étant soulevée par le Père Noël puis relâchée en percutant le visage sur un mur en béton, la tuant instantanément.
Les deux jeunes gens se réfugient finalement au lycée, dans la grande salle de hockey sur glace, puis ils se confrontent au Père Noël ; apparaît alors Papy Yuleson, en réalité l'ange envoyé par Dieu qui avait condamné le père Noël. Il fait diversion pour sauver les jeunes gens qui s'échappent, puis le Père Noël les prend à nouveau en chasse, tandis que Papy se transforme en ange et regagne le paradis tout en souhaitant un joyeux Noël à son petit-fils. Le père de Mary utilise un bazooka, ouvrant le feu sur le traineau et tuant les rennes de l'enfer. Le pasteur Timmons finit empalé ; les gens pensent que c'est le pasteur Timmons qui est le père Noël psychopathe, et se félicitent de son décès, pensant que tout est rentré dans l'ordre et que tout le monde pourra fêter Noël sans avoir à subir la menace du Père Noël psychopathe. Tandis que les forces de l'ordre décrochent le cadavre du pasteur Timmons pour l'envoyer a la morgue, Nicholas et Mary s'embrassent ; le grand-père de Nicholas toujours sous sa forme d'ange continue son ascension vers le paradis en affichant un sourire heureux envers Nicholas et lui soubaite un joyeux Noël.
À l'aéroport, le vrai Père Noël / Antéchrist se cache, habillé en civil, utilisant l'identité "Mr Shatan" pour rentrer au Pöle Nord, et attendre l'année prochaine pour que le masssacre recommence de plus belle. Après le générique de fin, le père Noël tueur demande « À qui le tour ? ».

## Fiche technique
- Titre : Very Bad Santa
- Titre original : Santa's Slay
- Réalisation : David Steiman
- Scénario : David Steiman
- Musique : Henning Lohner
- Photographie : Matthew F. Leonetti
- Montage : Steve Polivka et Julia Wong
- Production : Sammy Lee, Matthew F. Leonetti Jr., Brett Ratner et Doug Steeden
- Société de production : Media 8 Entertainment et Rat Entertainment
- Pays :  États-Unis et  Canada
- Genre : Comédie, fantasyfantastique et horreur
- Durée : 78 minutes
- Interdit aux moins de 12 ans
- Dates de sortie : 
  -  Canada : 25 octobre 2005

## Distribution
- Bill Goldberg : le Père Noël / Mr Shatan
- Emilie de Ravin : Mary MacKenzie, dite « Mac »
- Douglas Smith (VF : Adrien Solis) : Nicolas Yuleson
- Rebecca Gayheart : Gwen Mason
- Saul Rubinek : M. Green
- Dave Thomas : le pasteur Timmons
- Chris Kattan : Jason Mason
- Fran Drescher : Virginia Mason
- Annie Sorell : Taylor Mason
- Alicia Lorén : Beth Mason
- James Caan : Darren Mason

 Source et légende : version française (VF) sur RS Doublage